# Blanford-ugróegér
A Blanford-ugróegér (Jaculus blanfordi) az emlősök (Mammalia) osztályának rágcsálók (Rodentia) rendjébe, ezen belül az ugróegérfélék (Dipodidae) családjába tartozó faj.
A legtöbb rendszerező a Blanford-ugróegeret azonosnak tartja a türkmén ugróegérrel (Jaculus turcmenicus).

## Előfordulása
Irán, Pakisztán, Türkmenisztán és Üzbegisztán területén honos.
A magyar név forrással nem megerősített, lehet, hogy az angol név tükörfordítása (Blanford's Jerboa).